# Джір-Зудель
Джір-Зудель (перс. جيرزودل) — село в Ірані, у дегестані Сардар-е-Джанґаль, у бахші Сардар-е-Джанґаль, шагрестані Фуман остану Ґілян. У переписі 2006 року вказане як окремий населений пункт, але без відомостей про чисельність населення.

## Клімат
Середня річна температура становить 9,33 °C, середня максимальна – 24,21 °C, а середня мінімальна – -7,20 °C. Середня річна кількість опадів – 396 мм.
| Клімат поселення                              | Клімат поселення | Клімат поселення | Клімат поселення | Клімат поселення | Клімат поселення | Клімат поселення | Клімат поселення | Клімат поселення | Клімат поселення | Клімат поселення | Клімат поселення | Клімат поселення | Клімат поселення |
| Показник                                      | Січ.             | Лют.             | Бер.             | Квіт.            | Трав.            | Черв.            | Лип.             | Серп.            | Вер.             | Жовт.            | Лист.            | Груд.            |                  |
| Середній максимум, °C                         | 4,70             | 4,48             | 6,96             | 13,19            | 18,71            | 22,91            | 24,21            | 24,01            | 20,23            | 17,04            | 10,12            | 5,43             |                  |
| Середня температура, °C                       | −1,15            | −1,37            | 1,12             | 7,36             | 12,87            | 17,07            | 20,05            | 19,86            | 16,07            | 12,90            | 5,95             | 1,27             |                  |
| Середній мінімум, °C                          | −6,98            | −7,2             | −4,72            | 1,50             | 7,01             | 11,22            | 15,91            | 15,69            | 11,91            | 8,73             | 1,81             | −2,88            |                  |
| Норма опадів, мм                              | 32               | 33               | 55               | 59               | 41               | 17               | 13               | 12               | 22               | 37               | 34               | 41               |                  |
| Середньомісячна швидкість вітру, м/с          | 1.94             | 2.44             | 2.56             | 2.66             | 2.16             | 1.82             | 1.97             | 1.99             | 1.73             | 1.94             | 2.21             | 1.88             |                  |
| Середньомісячна сонячна радіація, кДж/м²·день | 7295             | 9883             | 12206            | 16242            | 20054            | 22544            | 22767            | 19783            | 16973            | 12143            | 8957             | 7007             |                  |
| --------------------------------------------- | ---------------- | ---------------- | ---------------- | ---------------- | ---------------- | ---------------- | ---------------- | ---------------- | ---------------- | ---------------- | ---------------- | ---------------- | ---------------- |
| Джерело:                                      |                  |                  |                  |                  |                  |                  |                  |                  |                  |                  |                  |                  |                  |